# Forcipomyia yoshimurai
Forcipomyia yoshimurai är en tvåvingeart som beskrevs av Tokunaga 1940. Forcipomyia yoshimurai ingår i släktet Forcipomyia och familjen svidknott. Inga underarter finns listade i Catalogue of Life.